# Prisma (satellite suédois)
Pour les articles homonymes, voir Prisma.
Prisma est une mission de l'agence spatiale suédoise lancée le 15 juin 2010 depuis le cosmodrome de Iasny par une fusée ukrainienne Dnepr et dont l'objectif est de tester les techniques de vol en formation et de rendez-vous de satellites artificiels. La mission est réalisée par deux satellites lancés simultanément : le satellite MANGO de 140 kg est le composant actif tandis que le satellite TANGO de 40 kg doit servir de cible.
Les satellites sont placés sur une orbite héliosynchrone à environ 710 km d'altitude. Les deux satellites doivent être lancés au cours du premier semestre 2010 avec le satellite scientifique Picard. La durée prévue de la mission est de 10 mois. L'agence spatiale française (le CNES), l'agence spatiale allemande et l'agence spatiale danoise participent à la mission en fournissant une partie de l'instrumentation.